# Bank al-Maghrib

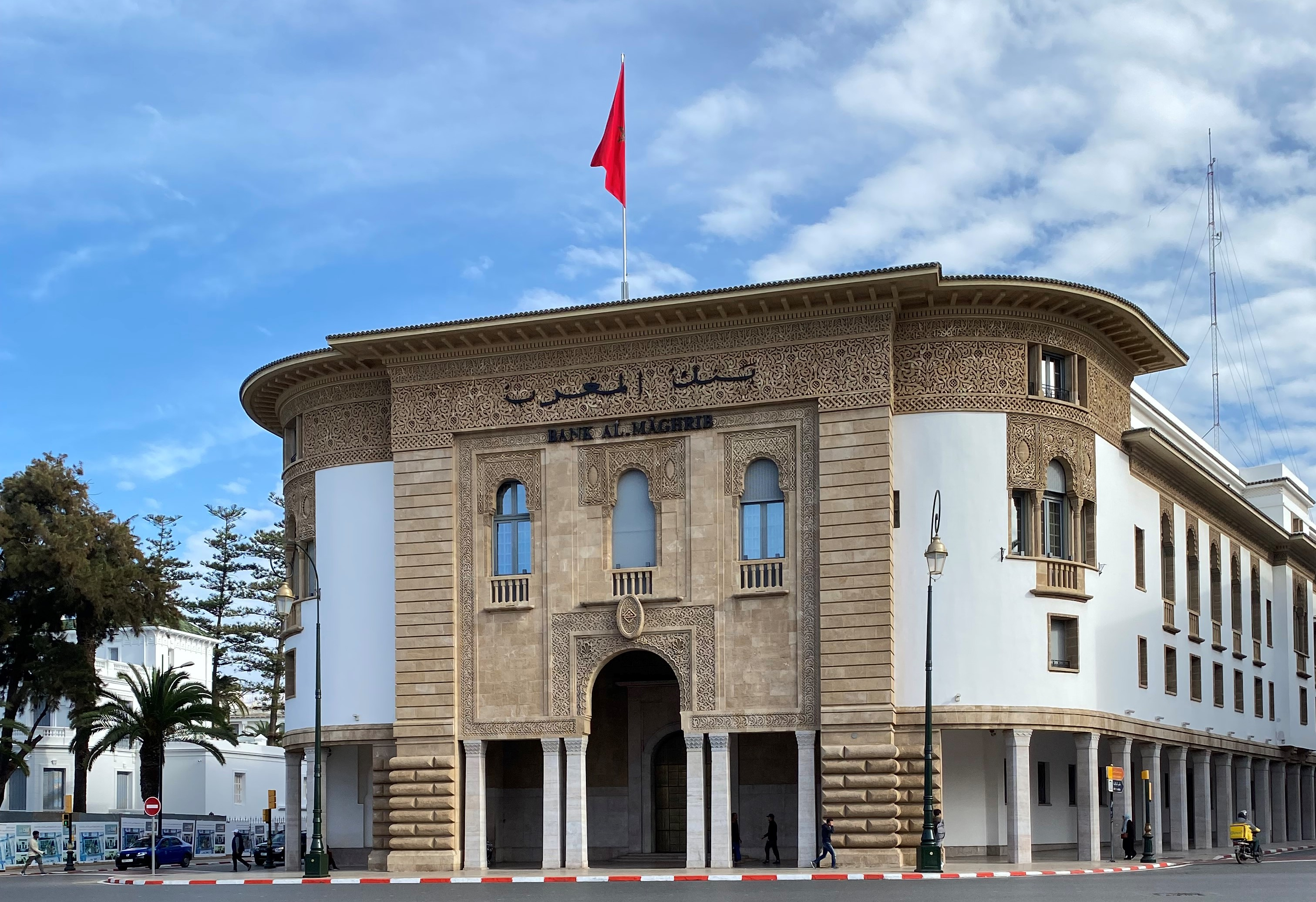
Hauptgebäude der Bank Al-Maghrib

Die Bank al-Maghrib (arabisch بنك المغرب, DMG Bank al-Maġrib) ist die Zentralbank von Marokko. Sie wurde 1959 gegründet und hat ihren Standort in Rabat. Sie trat damit die Nachfolge des Instituts Banque d’Etat du Maroc an, das im Februar 1907 als Aktiengesellschaft gegründet worden war. Voraussetzung dafür war die internationale Konferenz in Algeciras am 7. April 1906, in der zwölf europäische Staaten und die Vereinigten Staaten von Amerika die Unabhängigkeit Marokkos und die Selbständigkeit in Wirtschaft und Handel beschlossen hatten.
Die Bank beherbergt zurzeit Reserven in Fremdwährung im geschätzten Wert von 36 Millionen USD (Werte von 2008). Zusätzlich zur Verwaltung der Währung überwacht die Bank al-Maghrib eine Anzahl an Privatbanken, welche Kundendienste anbieten.
Zur Bank gehören auch mehrere angegliederte spezialisierte Tochterunternehmen. Bereits 1919 wurde die Caisse des Hypothek eingerichtet; es folgten Agricultural Credit Banks (1926), der Casablanca Wertpapierhandel (1929), der heute als Amt der Wertpapierabwicklung fungiert, und der Central Garantiefonds (1949).